# Ruff Ryders Entertainment
Ruff Ryders Entertainment est un label discographique américain de hip-hop, anciennement basé à New York, actif entre 1988 et 2010. Il est fondé en 1988 par Chivon Dean et ses frères Dee et Waah, les oncles du producteur Swizz Beatz. Le label est dissous en 2010.

## Histoire
Ruff Ryders débute en tant qu'agent artistique de DMX et The Lox. Après le succès de DMX, la compagnie de management commence à créer son propre label chez Interscope Records, et le label eu du succès avec les albums de la rappeuse Eve, l'ancien groupe de Bad Boy Records D-Block, les rappeurs Jadakiss et Drag-On, ainsi que le rookie Jin Au-Yeung, vainqueur des BET Awards dans la catégorie Freestyle MC Battle. Le neveu de Dean, Swizz Beatz est le producteur de la plupart des albums du label. 
Le 27 avril 1999, Ruff Ryders sort son premier album de compilation, Ryde or Die Vol. 1. On y trouve la première apparition de la rappeuse Eve en tant que Ruff Ryder, ainsi que la présentation de nouveaux artistes des Ruff Ryders, Infa-Red & Cross, et le groupe de RnB contemporain de Raleigh, en Caroline du Nord, Parlè. The Lox et ses membres solos ont largement contribué à l'album, car le groupe était encore sous contrat avec Bad Boy Records à l'époque. Swizz Beatz produit une grande partie de l'album, tandis que Waah, P.K. et Ice Pick contribuent à la production d'autres chansons et sketches. Ryde or Die, Vol. 1 débute et atteint la première place du Billboard 200, et est certifié disque de platine par la RIAA. Il contient le single principal Down Bottom, qui a connu un succès modéré et qui est principalement attribué à Drag-On. Bien que la version album de Down Bottom comprenne le rappeur Juvenile, la version vidéo (uniquement incluse sur le CD single Spit these Bars) comprend un couplet du nouveau membre des Ruff Ryders, Yung Wun. Yung Wun, originaire d'Atlanta, en Géorgie, commence à s'affilier à Ruff Ryders en 1999 après que son label, Dark Society, a présenté sa musique à Swizz Beatz, qui l'a à son tour présentée aux dirigeants de Ruff Ryders. Bien qu'absent de Ryde or Die Vol. 1, Yung Wun a fait des apparitions sur les albums suivants.
En 2000, DMX est rejoint par ses collègues de Ruff Ryders aux Billboard Music Awards. En 2006, Cassidy signe sur le label. 
En 2010, les fondateurs Joaquin et Darin Dean décident de continuer sous Ruff Ryders Indy, comme société de distribution affiliée à Fontana/Universal. Cet événement marque la fin de Ruff Ryders Entertainment.

## Membres

### Derniers artistes
- The Lox (Ruff Ryders, The Lox): Jadakiss (Ruff Ryders, Roc-A-Fella, D-Block, Def Jam), Styles P. (Ruff Ryders, E1 Music, D-Block), Sheek Louch (Ruff Ryders, Def Jam, D-Block)
- DMX (Ruff Ryders, Bloodline Records, EMI)
- Eve (Ruff Ryders, Full Surface, EMI)
- Swizz Beatz (Ruff Ryders, Full Surface, Atlantic)
- Drag-On <(Ruff Ryders Indy, Full Surface, Hood Environment Entertainment)
- Flashy (Ruff Ryders, Hardw Work)
- Mook (Murda) (Ruff Ryders Indy)

### Anciens artistes
- Jin (2002-2005)
- Cassidy (Krossover Entertainment, E1 Music)
- Kartoon (sous contrat avec D-Block West)

### Producteurs
Les producteurs du label incluent Swizz Beatz, Neo Da Matrix, P.K. a.k.a. P. Killer Trackz, Elite, Devine Bars, Black Key, Mahogany, Tuneheadz, Dame Grease, et Icepick Jay.

## Discographie
- 1998 : DMX -  It's Dark and Hell Is Hot
- 1998 : DMX - Flesh of My Flesh, Blood of My Blood
- 1999 : DMX - ...And Then There Was X
- 1999 : Eve - Let There Be Eve...Ruff Ryder's First Lady
- 1999 : Ruff Ryders - Ryde or Die Vol. 1
- 2000 : Ruff Ryders - Ryde or Die Vol. 2
- 2000 : Drag-On - Opposite of H2O
- 2000 : The Lox - We Are the Streets
- 2001 :  Eve - Scorpion
- 2001 : DMX - The Great Depression
- 2001 : Jadakiss - Kiss tha Game Goodbye
- 2001 : Ruff Ryders - Ryde or Die Vol. 3: In the "R" We Trust
- 2002 : Styles P. - A Gangster and a Gentleman
- 2002 :  Eve - Eve-Olution
- 2002 : Swizz Beatz - Presents G.H.E.T.T.O. Stories
- 2003 : Sheek Louch - Walk Witt Me
- 2003 : DMX - Grand Champ
- 2004 : Jin - The Rest Is History
- 2004 : Drag-On - Hell and Back
- 2004 : Jadakiss - Kiss of Death
- 2004 : Cassidy - Split Personality
- 2005 : Cassidy - I'm a Hustla
- 2005 : Ruff Ryders - The Redemption Vol. 4
- 2005 : Sheek Louch - After Taxes
- 2006 : DMX - Year of the Dog... Again
- 2006 :  Styles P. - Time Is Money
- 2007 : Swizz Beatz - One Man Band Man
- 2007 :  Styles P. - The Ghost Sessions
- 2007 : Cassidy - B.A.R.S. The Barry Adrian Reese Story
- 2007 :  Styles P. -Super Gangster (Extraordinary Gentleman)
- 2008 : Sheek Louch - Silverback Gorilla
- 2009 : Jadakiss - The Last Kiss
- 2010 : Sheek Louch - Donnie G: Don Gorilla
- 2011 : Drag-On - My Life, My Legacy, My Melody (sous Ruff Ryders Indy)
- 2011 :  Eve - Lip Lock
- 2011 : Jadakiss - Top 5 Dead or Alive
- 2011 :  Styles P. -Masters of Ceremony
- 2011 : Swizz Beatz - Haute Living